# Pawan Malik
Pawan Malik né le 1er mai 2001, est un joueur indien de hockey sur gazon. Il évolue au poste de gardien de but au Hockey Haryana et avec l'équipe nationale indienne.

## Carrière
Il a fait ses débuts le 19 juin 2022 contre les Pays-Bas à la 3e saison de la Ligue professionnelle (2021-2022).

## Palmarès
- : 3e à la Ligue professionnelle 2021-2022